# 住院

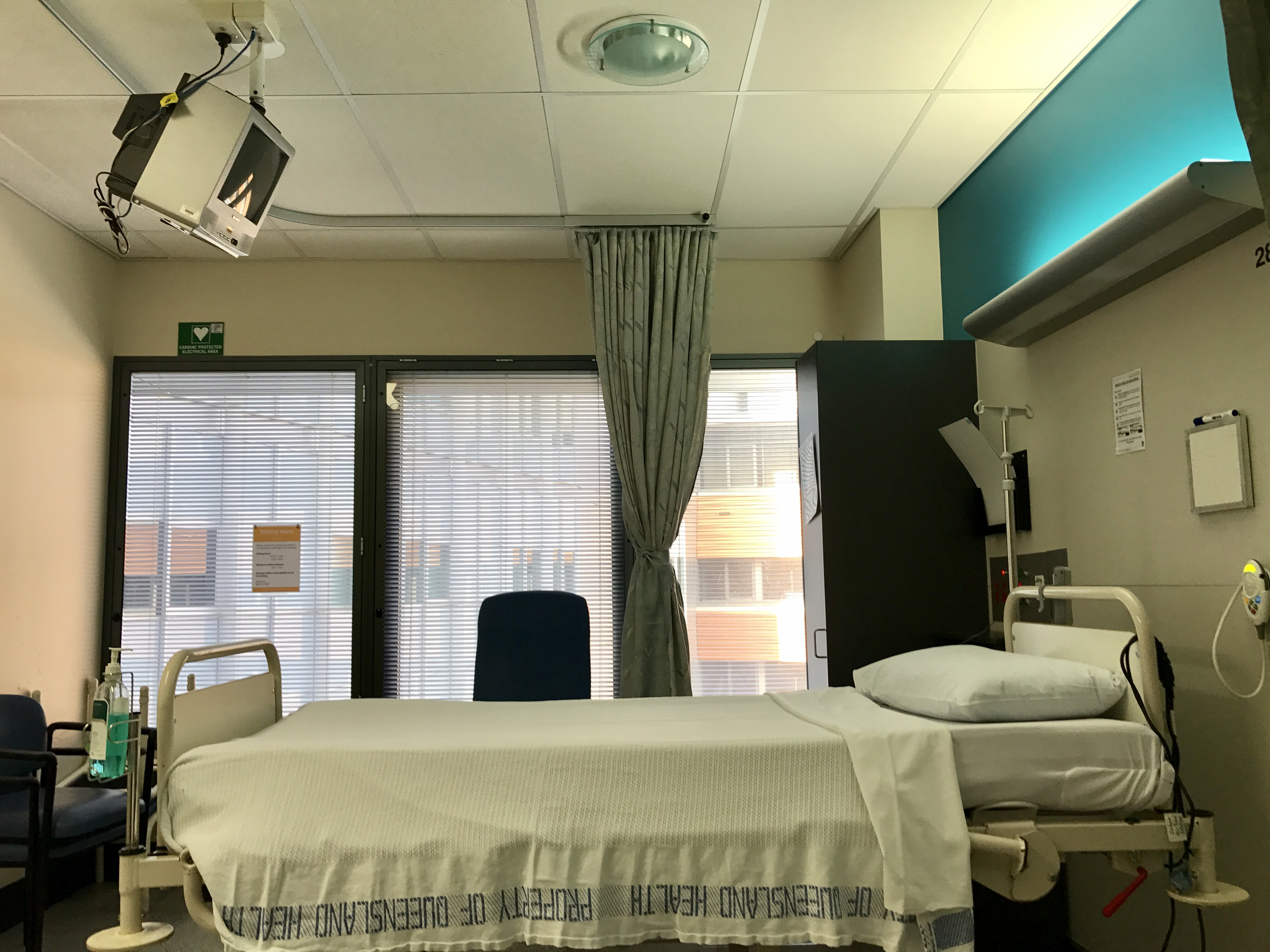
攝於亞歷山卓公主醫院病房內

住院又稱住院治療、住院護理，是指病人因罹患重病需要住在醫院接受醫生治療和護士照顧，通常需要睡在病床上。现代医学的进步和综合门诊的出现，使得病人患有重病或身体受到严重傷害时，才會住院治療。

## 常見的病房
- 內科病房
- 外科病房
- 加護病房
- 隔離病房
- 負壓病房
- 癌病房
- 精神病房
- 安寧病房